# Steinstraße
Steinstraße – stacja metra hamburskiego na linii U1. Stacja została otwarta 2 października 1960. 

## Położenie
Stacja leży na wschodnim skraju śródmiecia Hamburga między Deichtorplatz i Steinstraße. Znajduje się pod Wallringtunnel, który jest częścią pierścienia 1 do śródmieścia. Peron znajduje się na dużej głębokości. Na obu końcach centtalnego peronu znajdują się wyjścia z klatkami schodowymi. Południowa antresola znajduje się na poziomie 1 i prowadzi bezpośrednio do tunelu dla pieszych, który przebiega pod Deichtorplatz z Amsinckstraße do Johanniswall (Kontorhausviertel z Sprinkenhof). Antresola na północnej stronie leży na Geesthang.